# Mycterosaurus longiceps
Il micterosauro (Mycterosaurus longiceps) è un tetrapode estinto, appartenente ai pelicosauri. Visse nel Permiano inferiore (circa 280 - 275 milioni di anni fa) e i suoi resti fossili sono stati ritrovati in Nordamerica.

## Descrizione
Questo animale era di piccole dimensioni, e la lunghezza non doveva superare i 60 centimetri. Rispetto a gran parte dei suoi stretti parenti, come Varanops e Varanosaurus, questo animale era di dimensioni molto più piccole e possedeva un corpo molto più gracile. Le zampe erano piuttosto brevi e sporgevano ai lati del corpo. Il cranio era relativamente piccolo, basso e gracile. Mycterosaurus era sprovvisto delle caratteristiche tipiche del cranio e dello scheletro che si riscontrano invece in altri animali simili ma più evoluti.

## Classificazione
Questo animale venne descritto per la prima volta nel 1915 da Samuel Williston, sulla base di fossili parziali ritrovati in Texas, nella formazione Waggoner Ranch. Lo studioso descrisse i fossili come Mycterosaurus longiceps. Successivamente, in terreni di età paragonabile, sempre in Texas venne scoperto un altro scheletro fossile, al quale Robert Broom diede il nome di Eumatthevia bolli nel 1930. In seguito, nel 1958 Vaughn descrisse un cranio proveniente dalla zona di Richard Spur nell'Oklahoma, al quale diede il nome di Basicranodon fortsillensis. Successivamente (Reisz et al., 1997) questi ultimi due esemplari vennero riconosciuti come fossili appartenenti a Mycterosaurus longiceps. Un'altra specie di Mycterosaurus (M. smithae) è stata descritta nel 1965 sulla base di uno scheletro parziale proveniente dalla formazione Cutler in Colorado, ma in seguito è stata considerata come un rappresentante degli eotirididi e ascritta a un genere a sé stante, Vaughnictis (Brocklehurst et al., 2016).

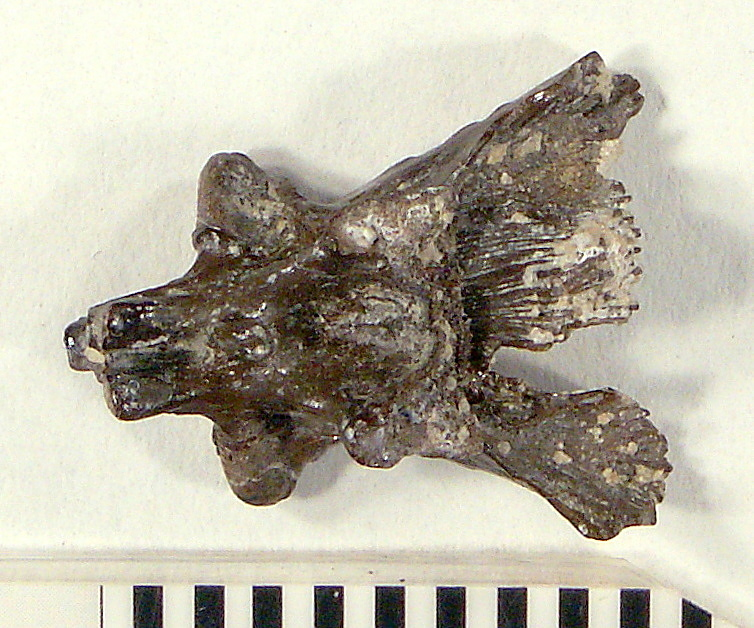
Basisfenoide di Mycterosaurus longiceps

Mycterosaurus è considerato un rappresentante primitivo dei varanopseidi, un gruppo di pelicosauri di piccole-medie dimensioni, dal corpo vagamente simile a quello dei varani. Mycterosaurus e i suoi stretti parenti (Mycterosaurinae) sono più primitivi e generalmente più piccoli degli altri varanopseidi. Sembra che il suo più stretto parente fosse Mesenosaurus della Russia (Berman et al., 2013).